# 盲热蛭
盲热蛭（学名：Aestabdella caeca）为鱼蛭科热蛭属的动物。分布于印度以及中国大陆的广东等地，营寄生生活，喜低盐度和温暖的水体。该物种的模式产地在印度。